# Million Dollar: Happiness
Million Dollar: Happiness è il quarto album in studio del rapper russo Morgenštern, pubblicato il 20 maggio 2021 dalla Atlantic Records Russia.

## Promozione
Il disco è stato promosso dall'uscita di un unico singolo estratto, Show, per il quale è stato realizzato un video musicale diretto da Aleksandr Romanov. Sempre quest'ultimo ha lavorato alle riprese della clip della traccia Pablo, la cui pubblicazione è avvenuta il 27 maggio successivo.

## Tracce
Testi e musiche di Ališer Tagirovič Morgenštern.
1. Show – 1:38
2. Bebebe – 2:07
3. Iskusstvo za 90900 (Skit) – 0:40
4. Retro rejv – 2:47
5. No Mo Luv – 2:18
6. Slava vernis' (Interlude) – 2:15
7. Skit ot slavy – 1:03
8. Poslednij bit ot slavy – 1:17
9. Skit zablokirovan. Sliv v telege – 0:20
10. Čërnyj bumer – 2:37
11. Ty oslep – 2:05
12. Možno sfotkat'sja? – 1:04
13. Pablo – 1:53

## Classifiche
| Classifica (2021) | Posizione massima |
| ----------------- | ----------------- |
| Lituania          | 12                |